# قطاع تالف

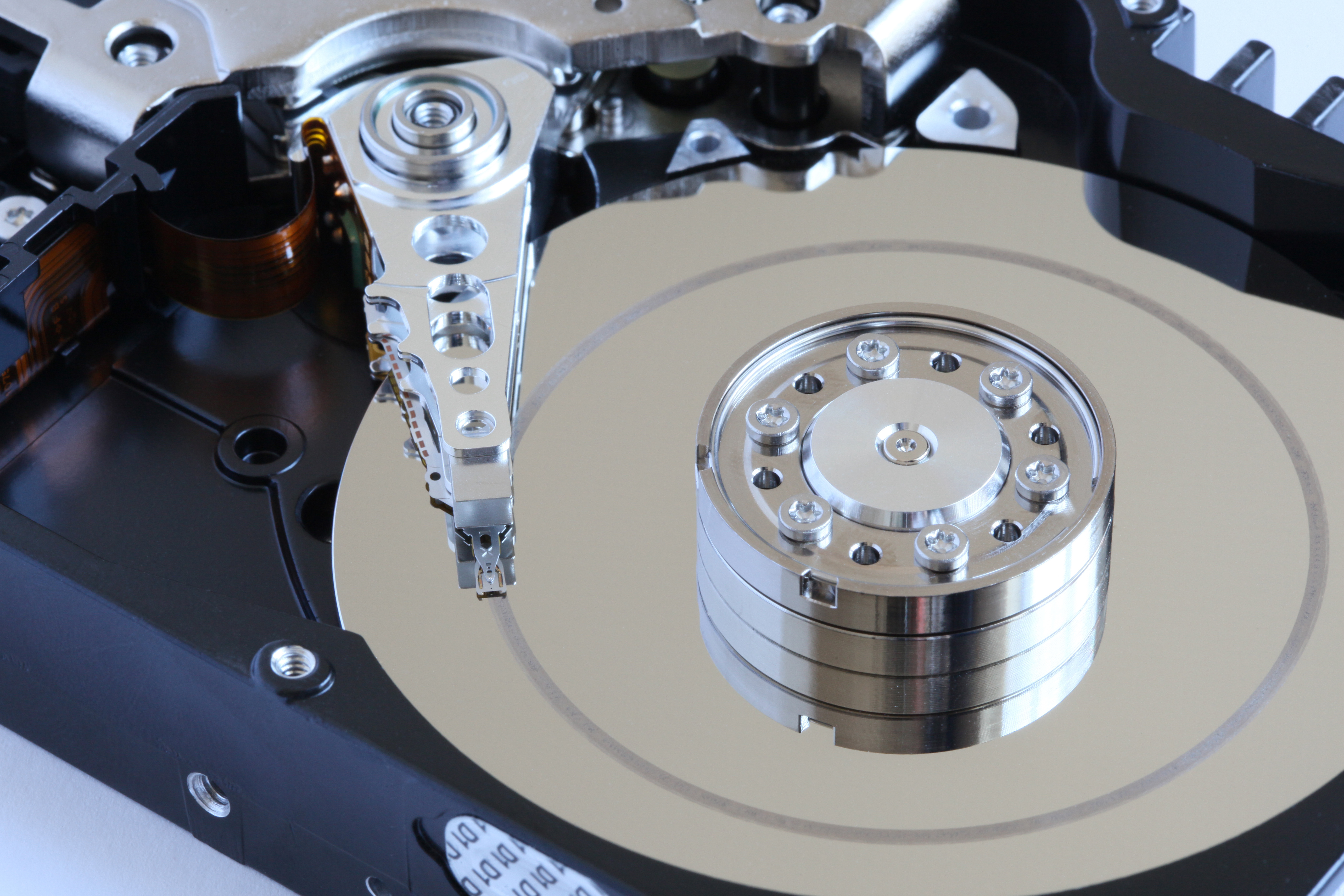

قطاع تالف (بالإنجليزية: Bad Sector)‏ عبارة عن تلف يحدث في جزء من أجزاء القرص الصلب Hard Disk وعادةً يكون هذا الجزء هو منطقة البيانات Hard Disk Media ويمكن القول بأنه عباره عن أي جزء من هذه الأجزاء لا يمكن كتابة بيانات عليه أو القراءة منه أو لا تسطيع مكونات القرص الصلب الداخلية الوصول إليها.
هذا الجزء شبيه ببضعة إسطوانات مسطحه فوق بعضها مركبه عموديا على محور رأسى واحد وتدور هذه الإسطوانات تبعا للمحور الموصل بمحرك والذي يلف عادةً بعدد معين يسمى سرعة الهارد ويقاس بـ دورة/دقيقة Like 5400 r.p.m. OR 7200 r.p.m

## اكتشاف القطاع التالف
بسم الله الرحمن الرحيم
من خلال مايلي:
- اكتشاف نظام التشغيل هذا التلف وسوف يقوم بإخبارك على هذا التلف وأين يوجد في أي جزء من أجزاء الهارد التخيلية Logical Drives (Partitions).
- عن طريق عمل عملية مسح على سطح القرص الصلب بأى من البرامج المختصه بذلك مثل Windows scan disk / surface.OR. Norton utilities.OR. Dos format.OR. وسوف يقوم البرنامج بالقيام بعملية مسح سطح القرص الصلب بحثا عن أي من الأجزاء التالفه وسيقدم لك تقريرا مفصلا بها إن وجدت.
- حاولت تقسيم الهارد ديسك بأى من برامج التقسيم لكن البرنامج توقف أثناء العمل أو أخرج لك رسالة خطأ.
- لاحظت أن بعض البيانات DATA على قرصك الصلب لا تعمل أو يحدث بها مشاكل أو تعمل ولكن تأخذ وقت كبير في التحميل أو سمعت للقرص الصلب صوت مختلف أثناء تشغيل هذه البيانات بالذات.
- عند سماع صوت غريب (تكتكه مثلا) في القرص الصلب أثناء العمل عموما ولم تألف هذا الصوت.
- توجد أسباب أخرى ولكن لم تسعفنى ذاكرتى لذكر هذه الأسباب، المهم إنك في النهاية ستكون متأكد من وجود سمة أمر خطأ في قرصك الصلب.

لاحظ أن القرص الصلب جزء ميكانيكى وجزء إلكترونى، وخذ اعتبار الزمن معك في هذا الموضوع لأن هذه الأجزاء كغيرها تتلف بمرور الزمن.
نسبة وجود قطاع تالف حقيقى في الهارد Physical Bad Sector تساوى تقريبا 10% من مشاكل القطاعات التالفه Bad Sectors في القرص الصلب.

## تصنيف القطاع التالف
تُصنف قطاعات القرص الصلب التالفه من حيث درجة خطورتها إلى الأتى:
1. قطاع تالف من الدرجة الأولى، وهو ذلك التلف الذي يخبرك به نظام التشغيل عندبدء التشغيل ويحدث دائما في وندوز 98 أو ملنيوم. وهو يحدث بعد حدوث مشكله أثناء عمل الجهاز وينقطع التيار فجأه أو أنك كنت تحاول نقل ملفات ما ومن ثم حدثت بعض المشاكل الغير متوقعه وتوقف الجهاز عن العمل ويخرج لك نظامك رساله تقول «خطأ نقل داتا أو لا يمكن الكتابة على هذا الجزء» وفي هذه الأحيان تقوم أنت كمستخدم بعمل عملية إعادة تشغيل للجهاز ومن ثم تجد الرسالة التي تقول لك «أريد عمل مسح على الجزء كذا (مثلا C) لاشتباه وجود تلف فيه». ويسمى هذا التلف (تلف ظاهرى Logical Bad Sector والسبب: أن نظام التشغيل لديك عجز عن التعامل مع البيانات في هذا الجزء ومن ثم شك بوجود تلف في سطح الهارد وهذا احتمال وارد ولكن نادر.
2. قطاع تالف من الدرجة الثانية، وهو الذي تجده أو تكتشفه عند استخدام Windows Scan Disk مع الاختيار through لفحص سطح القرص الصلب. ولكنه تلف وحيد أو حجمه صغير ولا يوجد منه أي ضرر أثناء تشغيل الجهاز فعلياً.
3. تلف من الدرجة الثالثة وهو مماثل للدرجه السابقة ولكن حجمه كبير نسبيا ويحدث بعض المشاكل مثل (وقوع الوندوز - كثرة رسائل الخطأ - تحميل الجهاز ثقيل -.إلخ).
4. قطاع تالف من الدرجة الرابعة وهو الذي حدث من كثرة استخدام سطح القرص الصلب بمرور الزمن وكثرة عمل عمليات الفورمات وتقسيم القرص الصلب ومن ثم تجد أكثر سطح الهارد متهتك وملئ بالباد وتجده موجود في مناطق كثيره مختلفه في الجزء Drive الواحد وتجد أن القرص الصلب له صوت واضح أثناء العمل وبالأخص عند نقل البيانات أو تحميل نظام التشغيل.
5. قطاع تالف من الدرجة الخامسة وهو عندما يحدث مشكله معلومة السبب مثل المواقف التالية:

عند وقوع القرص الصلب أثناء حمله وهو خارج الجهاز.
عند احتراق الهارد من الكهرباء مثلا (قصور في الطاقة أو توصيل تغذيه مفاجئه للقرص الصلب أو كثرة إطفاء جهاز الكمبيوتر بطريقه غير صحيحه) وهكذا.
استعمال العنف مع القرص الصلب أثناء التوصيل وفك التوصيل مما قد يؤدى إلى مشاكل داخليه على لوحة القرص الصلب نفسها Hard disk Board.
لاحظ الأتى:
تنقسم القطاعات التالفه Bad Sectors إلى نوعين رئيسيين من حيث النوع وهما:
1. تلف وهمى Logical bad sector وهو لا ضرر منه ويمكن معالجته وتصل نسبته إلى 80% من مشاكل القرص الصلب عموما.
2. تلف حقيقى أو مادي Physical Bad sector وهو المشكلة الحقيقية ويدل على خدش القرص (media)الذي بداخل القرص الصلب (hard disk) ومن الصعب حله عن طريق برامج معينه Software وأكثر طرق حله تتم Hardware.

## معالجة القطاع التالف
كن حذرا في التعامل مع قرصك الصلب باستخدام الطرق والبرامج المختلفة التي ممكن استخدامها للتعامل معه مثل HDD REGENERATOR أو عمل فورمات للهارد بنظام LOW LEVEL FORMAT والتي يتوافر العديد من البرامج التي تقوم به تحت نفس اسم هذه العملية.
سوف أذكر بعض الطرق أولا المستخدمة للتعامل مع القرص الصلب في هذه الحالات من واقع تجاربى العملية، وهي بعد المراحل التي يتم استخدامها من الأقل خطوره إلى الأكثر خطوره. ويجب أن تعلم إن كان هذا التلف يضايقك لدرجة أنك مستعد للتضحية بالبيانات الموجودة على قرصك الصلب من أجل تصليحه أم لا؟؟!!
تتلخص هذه الطرق في إمكانية (تصليح التلف نهائيا أو تغطية التلف نهائيا أو فصل التلف عن باقى أجزاء القرص الصلب.
1. عمل عملية مسح على سطح القرص الصلب Scan through باستخدام البرنامج المرفق مع الويندوز MS windows scan disk / أو الNorton utilities تأخذ هذه العملية بعض الزمن ثم يقوم باكتشاف مكان ال badsector ثم يقوم بمعالجته أو بتغطيته على حسب درجة التلف الموجود.
2. أن تقوم بعملية فورمات عاديه A:>format c: q ومن ثم عمل عملية مسح السطح كما بالخطوة الأولي للتأكد من تصليحه.
3. أن تقوم بعملية فورمات كامل A:>format c: c ومن ثم عمل عملية مسح السطح كما بالخطوة الأولي للتأكد من تصليحه.
4. عمل (FDISK (A:>fdisk وهو برنامج مصاحب لأى نظام تشغيل من مايكروسوفت مثل دوس ووندوز وهو مختص بعمل تقسيم للقرص الصلب ومن رأيى هو من أقوى برامج التقسيم وأكثره ثبوتا على القرص الصلب.المهم نقوم بمسح الجزء الذي به التلف Bad Sector ومن ثم بتجهيزه أو تقسيمه ثانيةً، وسيحتاج الجزء Partition لعملية فورمات كامله بصيغتها المذكورة أعلاه.
5. مسح كل الأجزاء Partitions باستخدام Fdisk ومن ثم تقسيمه تقسيم جديد.
6. استخدام DM في عمل تقسيم لو هناك أي مشكله ما زال التلف قائماً أو هناك صعوبات في FDISK
7. يحتوى برنامج Disk Manger على اختيارات وإمكانيات عده تتعامل مع القرص الصلب. منها ما هو خاص بالتقسيم ومنها ما هو خاص بالقطاع التالف Bad Sector ومن رأيى أنه من أقوى برامج التعامل مع القرص الصلب. لذلك سنشرحه بالكامل في درس اخر إن شاء الله. المهم أنه يتم القيام في هذه المرحلة بعملية Zero Fill ومن ثم تقسيم الهارد أو عملية Low Level format ومن ثم تقسيم الهارد واختباره.
8. لا يمكن تصليح هذا التلف نهائياً، ومن ثم يمكن فصله باستخدام أي من برامج تقسيم الهارد لو كنت تعلم مكانه بالضبط على سطح القرص الصلب وإرشح لك برنامج Partition magic للقيام بهذه المهمة
9. أن تتجه إلى الحلول الهاردوير Hardware SOl's وهي إما أن تغير سطح الهارد Media حيث تشتري media من نفس نوع القرص الصلب الذي لديك (لن تقوم أنت بتغييره ولكن أياً من مراكز الصيانة التي تتعامل في هذا المجال)

## وصلات خارجية
- Bad Blocks Definition
- Bad Sector Remapping Techniques